# Felix Joseph de Abreu y Bertodano
Felix Joseph de Abreu y Bertodano (* 13. Juli 1721 in Caracas; † 1766) war Botschafter von Karl III. von Spanien bei Georg II. von Großbritannien.

## Leben
Sein Vater war Antonio José Alvarez de Abreu (* 8. Juli 1688 in Santa Cruz de La Palma, † 28. November 1756), Felix Joseph de Abreu y Bertodano war Ritter des Santiagoordens, Mitglied der Kollegien des Erzbischofs (José Sancho Granado) und der Universität Salamanca, Mitglied der Real Academía de la Lengua Española.
Im Zeitalter der Kaperbriefe, Bucaneers, Privateers und Korsaren verfasste er eine Denkschrift mit dem Titel Tratado juridico-politico, sobre pressas de mar y calidades, que deben concurrir para hacerse legitimamente el corso (rechtspolitischer Vertrag über Gefangene auf dem Meer). Das Werk widmete er Zenón de Somodevilla y Bengoechea, Marqués de Ensenada; es wurde in Cádiz in der Imprenta Real de Marina, in der Calle de San Francisco 1747 gedruckt.
Der Zeitpunkt der ersten Drucklegung 1747, legt nahe, dass die darin enthaltenen Vorstellungen Eingang in den 1748 unterzeichneten Frieden von Aachen gefunden haben, wo vereinbart wurde, dass Kriegsgefangene ohne Lösegeld nach den feindseligen Handlungen in ihre Heimatländer entlassen werden.

## Schriften
- Traite Juridico-Politique sur les Prises Maritimes, et Sur les Moyens qui Doivent Concourir pour Rendre ces Prises Legitimes.